# Placocarpus schaereri
Placocarpus schaereri är en svampart som först beskrevs av Elias Fries, och fick sitt nu gällande namn av Breuss. Placocarpus schaereri ingår i släktet Placocarpus och familjen Verrucariaceae.   Inga underarter finns listade i Catalogue of Life.